# Johannes Nicolaus Brønsted
Johannes Nicolaus Brønsted, nascut a Varde el 22 de febrer de 1879 i traspassat a Copenhaguen el 17 de desembre de 1947, va ser un químic i físic danès conegut per la teoria àcid-base de Brønsted i Lowry.

## Biografia
Va rebre el grau en enginyeria química en 1899 i el doctorat en física l'any 1908 per la universitat de Copenhaguen. Immediatament va ser nomenat professor de química inorgànica i física a Copenhaguen. Durant la Segona Guerra Mundial es va oposar als nazis, i posteriorment va ser elegit al parlament danès el 1947, però no va poder prendre possessió com a diputat degut a la seva malaltia. Va morir poc després de l'elecció.

## Obra
Era conegut com una autoritat en la teoria de la catàlisi per àcids i bases. L'equació de la catàlisi de Brønsted duu el seu nom en honor d'ell. El 1906 va publicar el seu primer treball sobre l'afinitat de l'electró.
El 1923 va introduir la teoria protònica de les reaccions àcid-base, simultàniament amb el químic anglès Thomas Martin Lowry. Segons Brønsted els àcids són substàncies que en dissolució aquosa poden cedir protons (H+) i les bases són substàncies que en dissolució aquosa poden acceptar-los. La teoria de Brønsted i Lowry supera a la teoria d'Arrhenius perquè permet ampliar el nombre de substàncies que tenen propietats bàsiques, limitades per la teoria d'Arrhenius només als hidròxids.
També va treballar en col·laboració amb el suec Hevesy en la separació dels isòtops del mercuri.

### Obres
- Brønsted, J.N. «Some Remarks on the Concept of Acids and Bases» (en anglès, traducció de l'original en francès). Recueil des Travaux Chimiques des Pays-Bas [Països Baixos], 42, 1923, pàg. 718-728.